# Dolomedes nigrimaculatus
Espèce
Synonymes
- Dolomedes jirisanensis Kim & Chae, 2012

Dolomedes nigrimaculatus est une espèce d'araignées aranéomorphes de la famille des Dolomedidae.

## Distribution
Cette espèce se rencontre en Chine et en Corée du Sud.

## Description

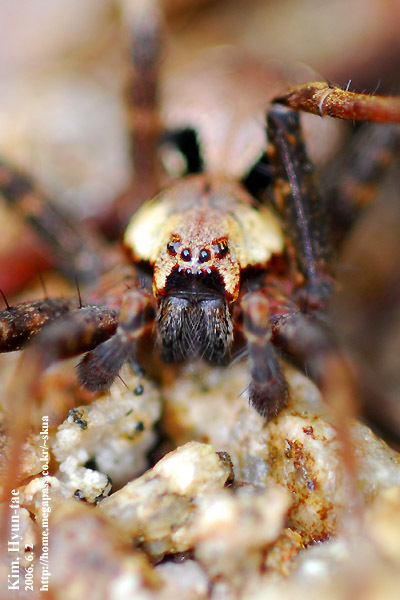
Dolomedes nigrimaculatus

La femelle holotype mesure 17,68 mm et le mâle paratype 14,34 mm.

## Systématique et taxinomie
Cette espèce a été décrite par Song et Chen en 1991.
Dolomedes jirisanensis a été placée en synonymie par Chae, Lee, Lee et Kim en 2023.

## Publication originale
- Song & Chen, 1991 : « A new species of the genus Dolomedes from Zhejiang, China (Araneae: Dolomedidae). » Acta Zootaxonomica Sinica, vol. 16, no 1, p. 15-17.